# Omicron Aquarii
Désignations
Omicron Aquarii (ο Aqr, ο Aquarii) est une étoile sous-géante de la constellation du Verseau. Elle est visible à l'œil nu avec une magnitude apparente de +4.71. Sa distance, déterminée à l'aide des mesures de parallaxe réalisées durant la mission Hipparcos, est de ∼ 440 a.l. (∼ 135 pc). 

## Nomenclature
Sadalmulk est un nom récemment affecté à Omega Aquarii / ο Aqr. C’est l’arabe سعد الملك Saᶜd al-<mlk> donné au couple αο Aqr. Le nom de cette étoile trouve son origine dans un doute des traducteurs des catalogues. Certes, l’absence de voyellisation dans les textes anciens a pu faire hésiter à lire le mot الملك comme al-malik « le Roi » al-mulk « le Royaume », comme c’est le cas de Thomas Hyde (1655) dans sa traduction du یجِ سلطانی Zīğ-i Sulṭānī ou « Tables sultaniennes » d’Uluġ Bēg (1437), Thomas Hyde (1665) transcrit Sa’d AlAchbija , et de bien d’autres. Toutefois, vu que la série des السعود al-Suᶜūd livre des noms liés à des divinités antiques, c’est Malik qui est encore aujourd’hui un des noms arabes les plus connus, se conçoit le mieux.

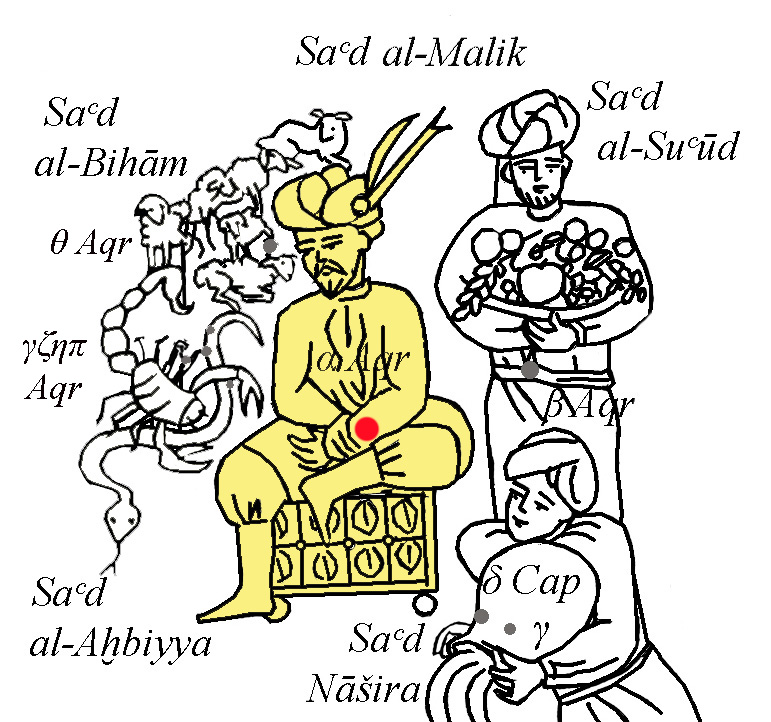
La figure de سعد الملك Saᶜd al-Malik> dans le ciel arabe traditionnel (Dessin de Roland Laffitte).

Retranscrit dans la forme fautive Al Sa‘d al Mulk par Richard Allen (1899), il devient un nom au XXe siècle. Nous avons ainsi Sadalmulk chez Jack W. Rhoads (1971).
Omicron Aquarii possède le nom traditionnel chinois Kae Uh, signifiant « le toit ». Elle est incluse au sein de l'astérisme de la Toiture (蓋屋, Gài Wū), qui regroupe ο Aquarii et 32 Aquarii. ο Aquarii est, de ce fait, également connue en tant que 蓋屋一 (Gài Wū yī), c'est-à-dire « la première étoile de la Toiture ».

## Propriétés
Omicron Aquarii est une étoile de type spectral B7 IVe ; la classe de luminosité IV indique qu'il s'agit d'une étoile sous-géante qui est en train ou qui vient d'épuiser les réserves d'hydrogène de son cœur et qui commence à évoluer vers une étoile géante. Le suffixe 'e' de la classe indique que le spectre montre des raies spectrales d'émission dans l'hydrogène, ce qui fait d'Omicron Aquarii une étoile Be. Les lignes d'émission sont générées par un disque circumstellaire composé de gaz d'hydrogène chaud, conséquence de sa grande vitesse de rotation. En effet, Omicron Aquarii tourne sur elle-même à une vitesse de rotation stellaire projetée de282 km/s. Sa vitesse de rotation pourrait valoir jusqu'à 77 % la vitesse critique au-delà de laquelle la matière située à l'équateur serait éjectée par la force centrifuge due à la rotation de l'étoile. Son axe de rotation est incliné d'environ 70° ± 20° par rapport à la vision de l'observateur terrestre.
Omicron Aquarii est une étoile variable de type Gamma Cassiopeiae. Sa magnitude varie entre +4.68 et +4.89.